# Lubao (territoire)
Pour les articles homonymes, voir Lubao.
Le territoire de Lubao est une entité déconcentrée de la province du Lomami en république démocratique du Congo.

## Commune
Le territoire compte une commune rurale de moins de 80 000 électeurs.
- Lubao, (7 conseillers municipaux)

## Secteurs
Le territoire compte 4 secteurs :
- Bekalebwe chef-lieu Kamana
- Kisengwa chef-lieu Kisengwa
- Lubao chef-lieu Lubamba (Marcel NGOY BUSAMBWA) Chef de secteur
- Tshofa chef-lieu Tshofa